# Кабіольський Вільгельм Мартович
Вільгельм Мартович Кабіольський (? — ?) — архітектор, у 1885—1914 роках працював в Одесі.

## Біографія
Німець за походженням. З 1891 року працював в Одесі за приватними замовленнями. Мав власну ділянку на 3-й станції лінії на Середній фонтан на розі нинішніх Сегедської вулиці і просп. Гагаріна, де й мешкав.
За його проектами в Одесі споруджені численні прибуткові житлові будинки і особняки. Також брав участь у забудові інших південних міст України. Переважно використовував стильові форми необароко, модернізованого ампіру і неоампіру. у 1910-х роках звертався і до неокласицизму.
З 1892 року був членом Одеського відділення Російського Технічного товариства. У 1914 році з початком Першої світової війни через своє походження був змушений залишити межі Російської імперії.

## Проекти в Україні
В Одесі:

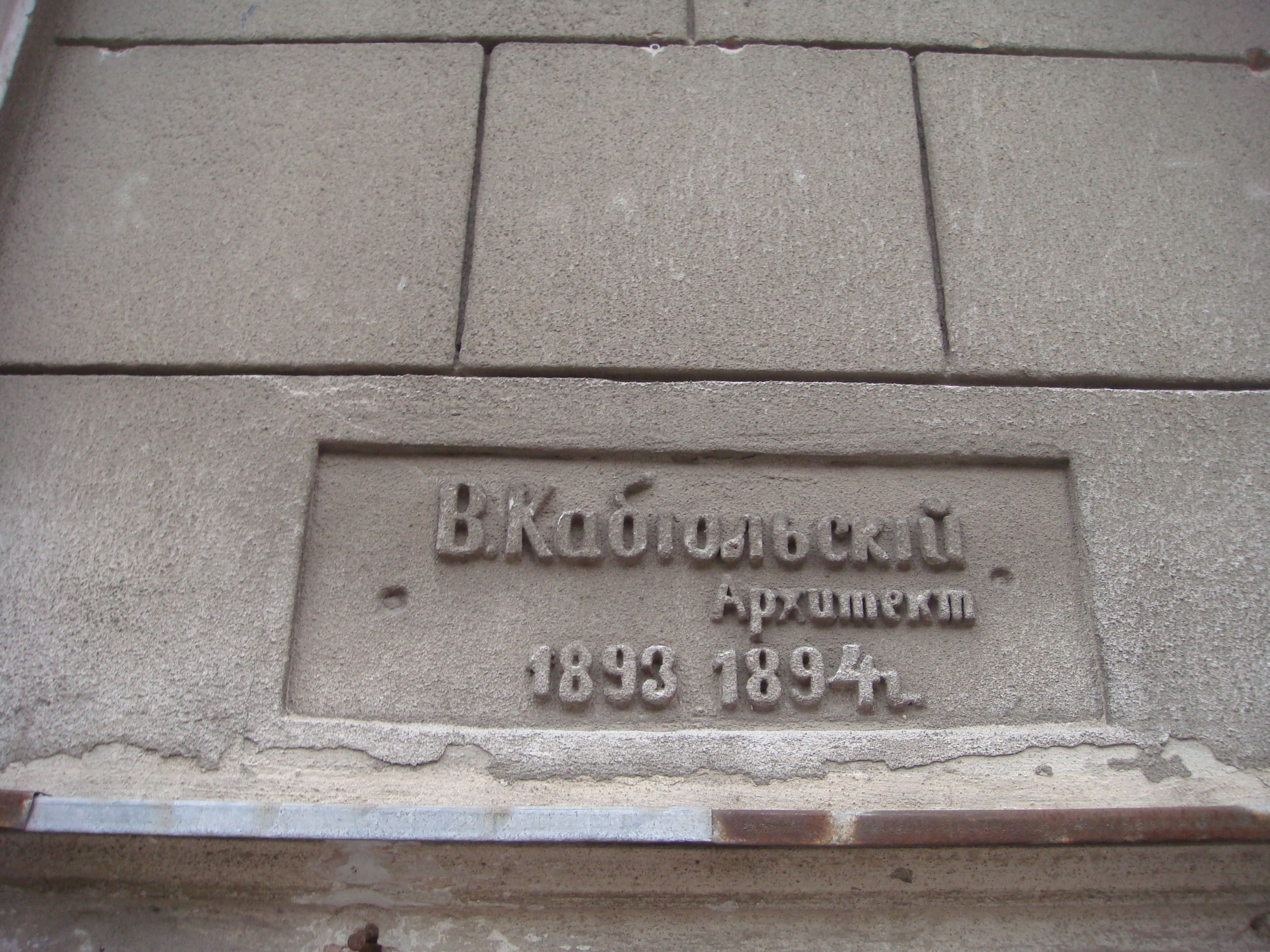
Табличка на особняку Поммера в Одесі, вул. Миколи Савича

- Житловий будинок Шварца, 1892–1893, Ніжинська вул., 46[2]. Пам'ятка архітектури № 517-Од[3];
- Особняк Поммера, 1893–1894, вул. Миколи Савича, 3 / Військовий узвіз[2]. Пам'ятка архітектури № 767-Од[3];
- Прибутковий будинок Романенка, 1895–1896, Садова вул., 16[2]. Пам'ятка архітектури № 776-Од[3];
- Перебудова будинку Бродського з готелем «Біржа» (автор первісної споруди В. Сгибнєв, 1887 р.), 1896 р., Пушкінська вул., 14 / вул. Буніна, 16[2]. Пам'ятка архітектури № 59-Од[3];
- Особняк (флігель) І. І. Гена з огорожею, 1896 р. вул. Маразліївська, 36[2]. Пам'ятка архітектури № 453-Од[3];
- Реконструкція будинку Бродської, кін. ХІХ ст., Катерининська пл., 4а[2]. Пам'ятка архітектури № 310-Од[3];
- Перебудова особняка Ашкіназі (автор первісної будівлі Дж. Фраполлі, 1824–1826 рр.), кін. XIX ст., Приморський бульв/, 3[2]. Пам'ятка архітектури національного значення № 1458/3[3];
- Реконструкція Земського банку Херсонської губернії, кін. XIX ст., вул. Садова, 3 (споруджений первісно 1882—1883 — архіт. В. Ф. Маас)[2]. Пам'ятка архітектури № 310-Од[3].
- Перебудова будинку Клименка (Ц. Гінанда) з крамницями, 1890-і рр., вул. Грецька, 30[2]. Пам'ятка архітектури № 193-Од[3];
- Прибутковий будинок Ландесмана, кін. ХІХ ст., вул. Буніна, 40 [Архівовано 22 лютого 2012 у Wayback Machine.]. Пам'ятка архітектури № 123-Од[3];
- Прибутковий будинок Жданової, 1901–1902 pp., Катерининська пл., 6[2], (технічний нагляд здійснював Ю. Л. Дюпон). Пам'ятка архітектури № 312-Од[3];
- Прибутковий будинок Брандт і Шульц, 1901–1903 рр. Катерининська вул., 1[2]. Пам'ятка архітектури № 314-Од[3];
- Гімназія С. Видинської, 1908–1909 рр., Кінна вул., 46 / вул. Новосельського, 31[2]. Пам'ятка архітектури № 534-Од[3];
- Реконструкція будинку Шретера, 1910–1911 pp., вул. Пушкінська, 33 (співавтор студент Г. Шретер)[2]. Пам'ятка архітектури № 30-Од[3];
- Прибутковий будинок В. Ф. Тіля, поч. ХХ ст., вул. Троїцька, 17[2];
- Реконструкція та надбудова будинку Російського товариства пароплавства і торгівлі, 1912 р., вул. Дерибасівська, 4 (співавтор А. І. Клепінін)[2]. Пам'ятка архітектури № 225-Од[3];

В Миколаєві:
- Російський банк для зовнішньої торгівлі, 1911—1912 рр., Фалєєвська вул. / Велика Морська вул.

## Галерея

Будинок Шварца, 1892—1893Будинок Шварца, 1892—1893
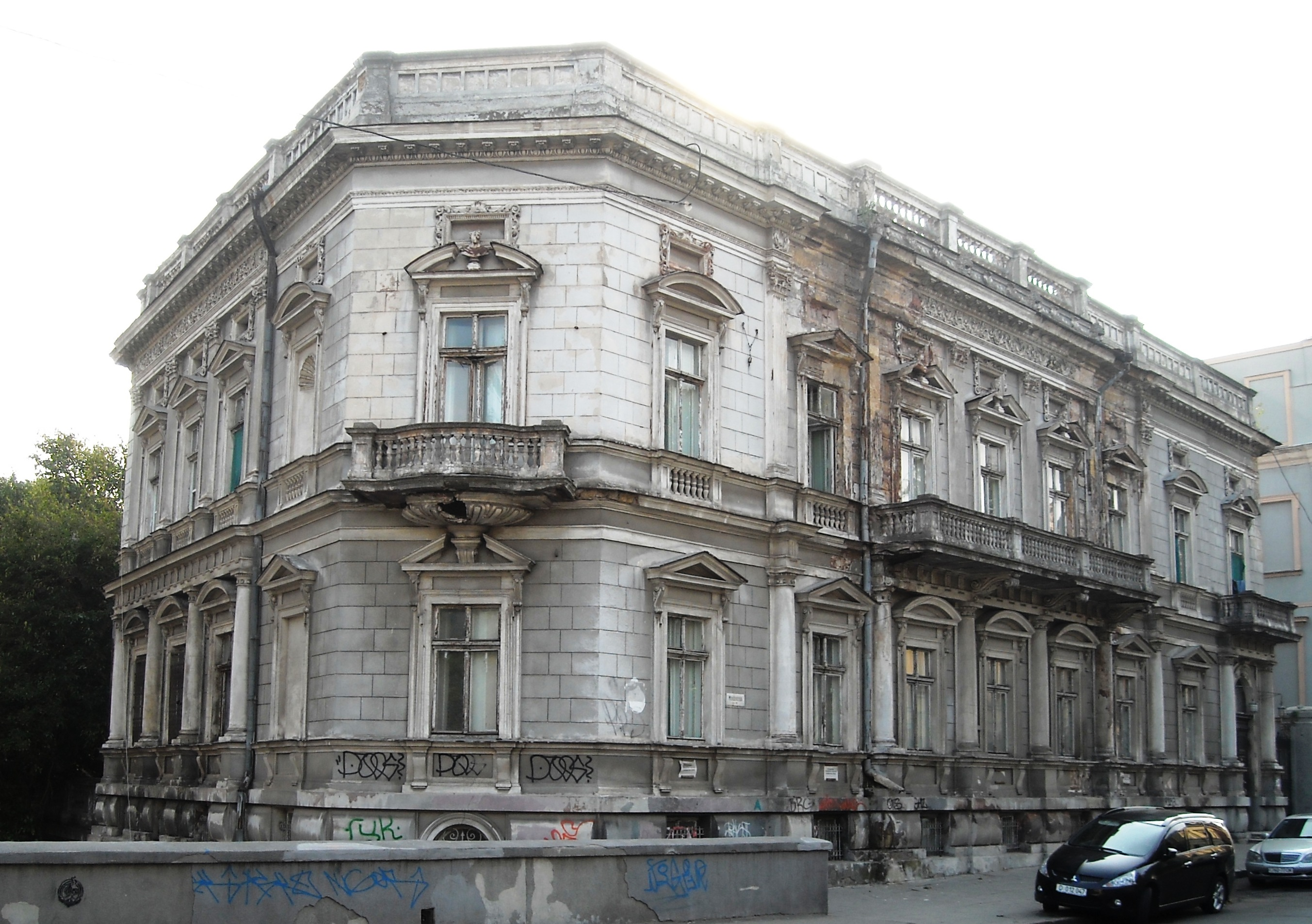
Особняк Поммера, 1893—1894
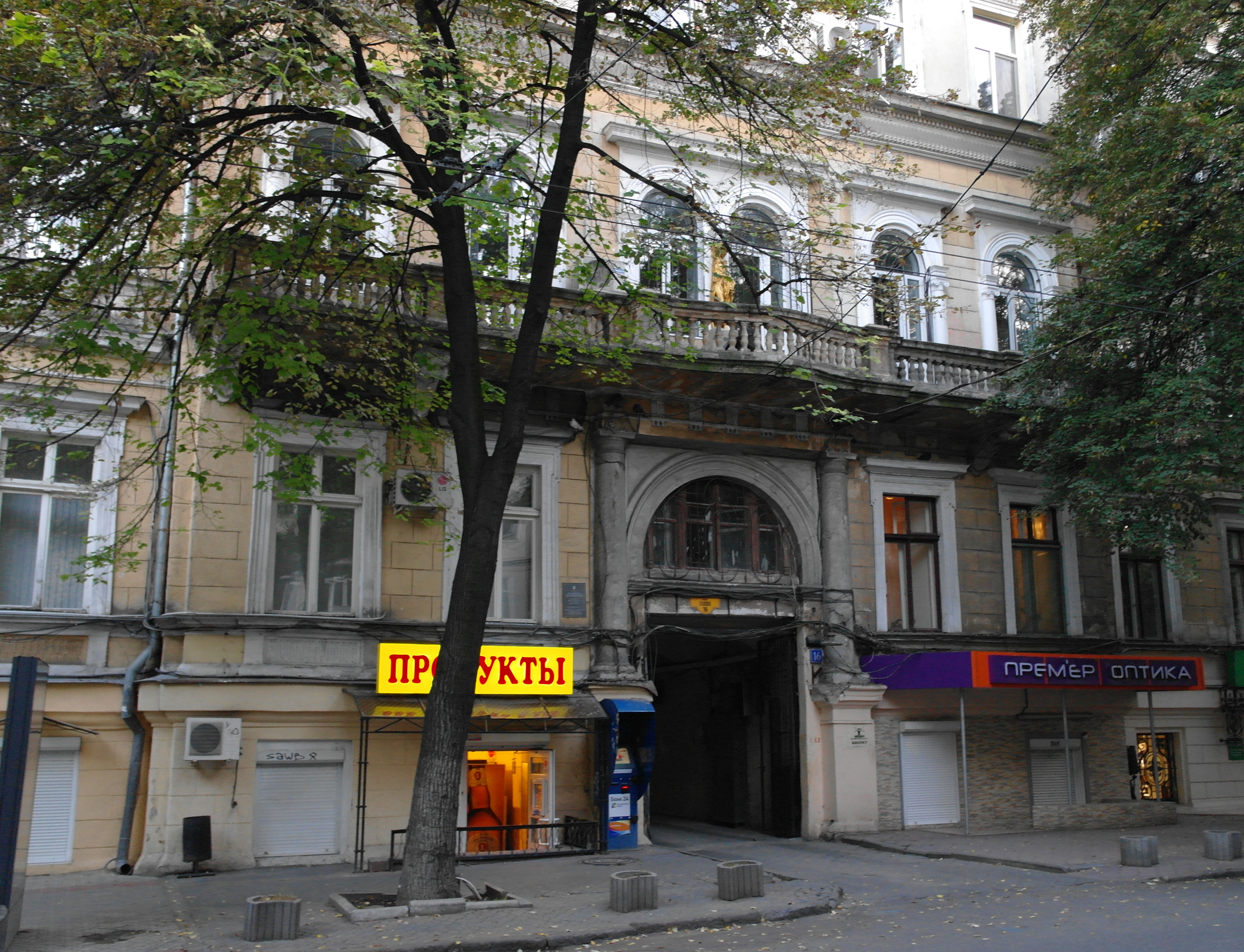
Будинок Романенка, 1895—1896
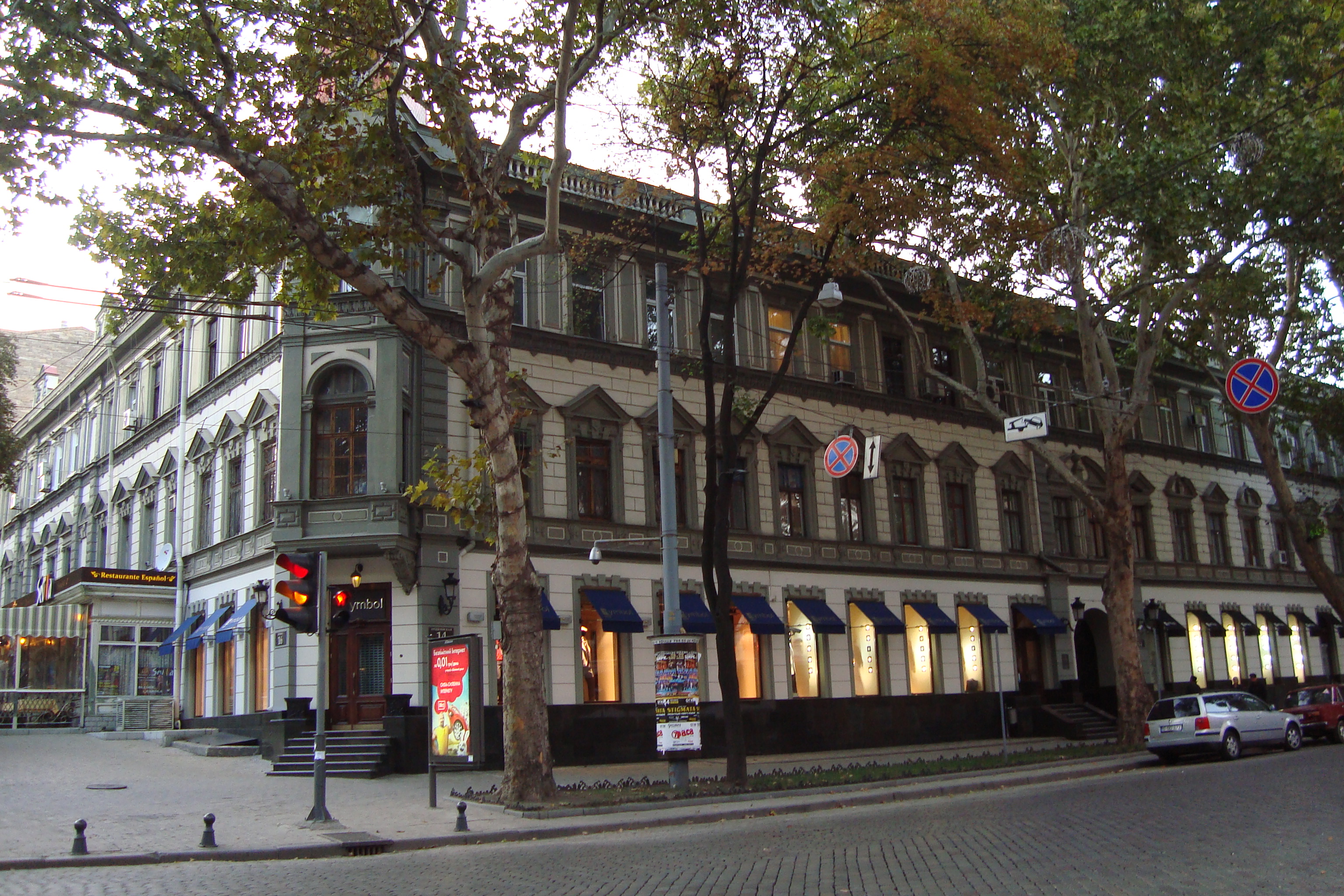
Будинок Бродського з готелем «Біржа», перебудова 1896
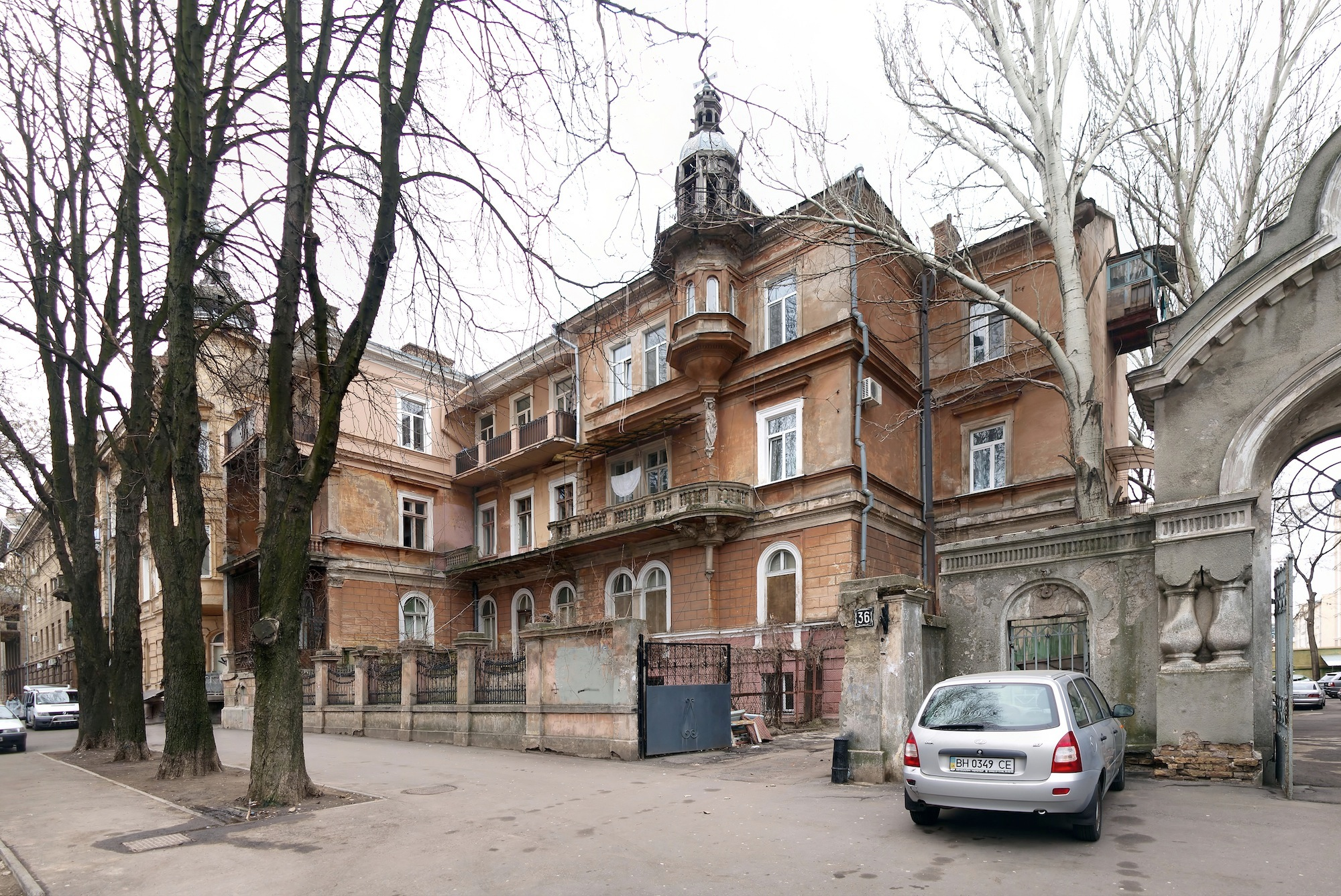
Будинок І. І. Гена, перебудова 1896
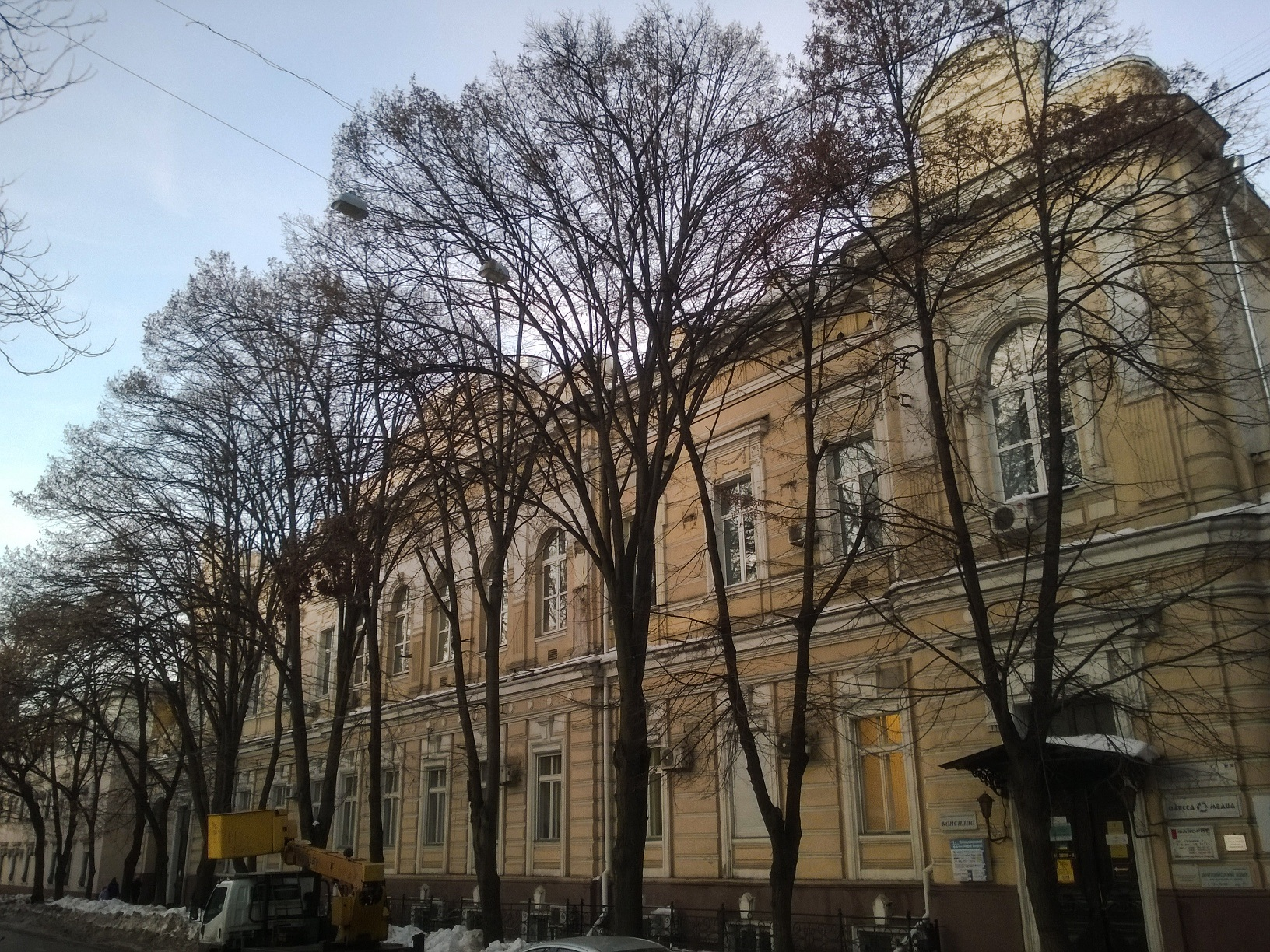
Земський банк Херсонської губернії, реконструкція кін. XIX ст.
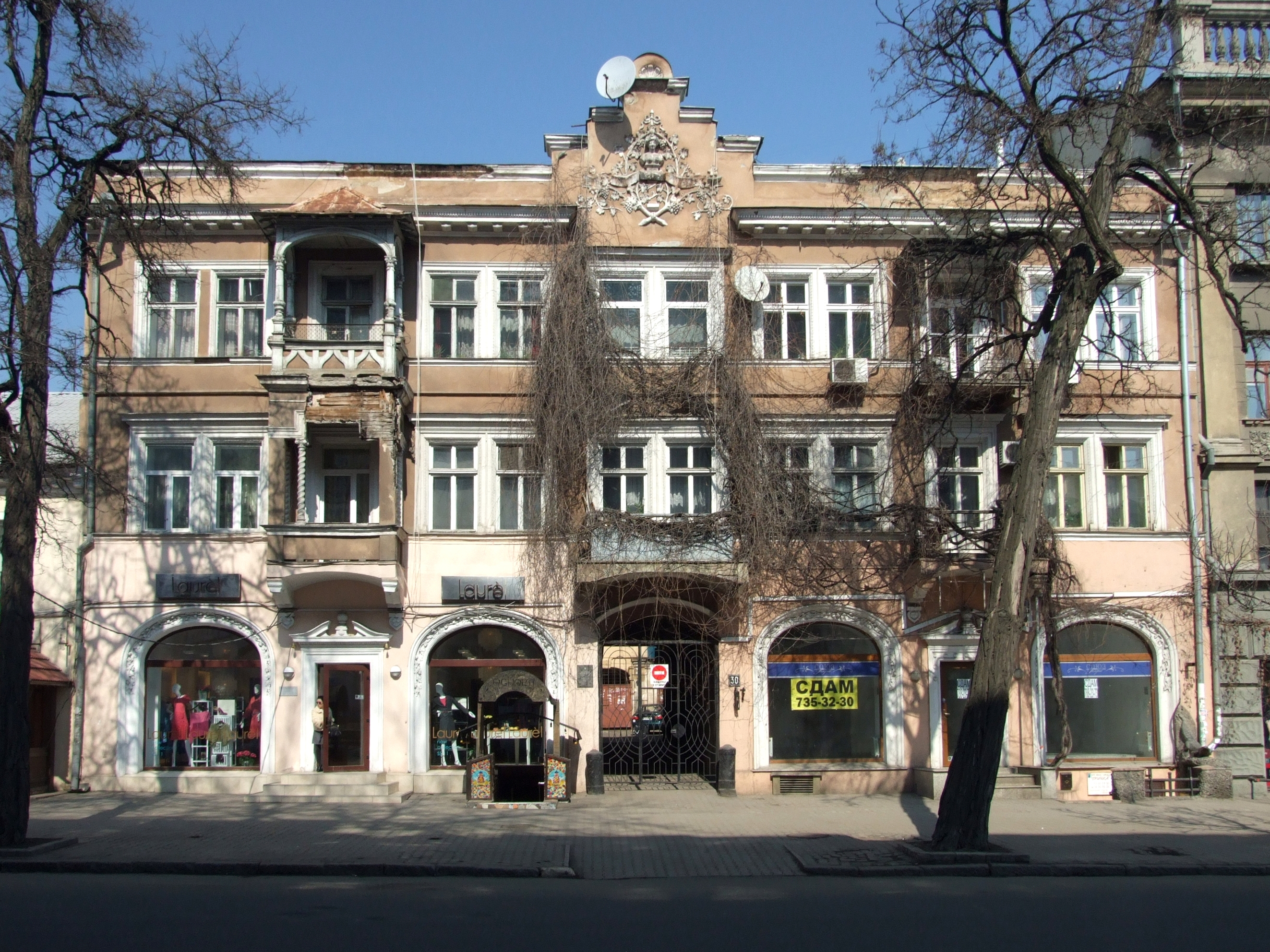
Будинок Ц. Гінанда, перебудова 1890-і
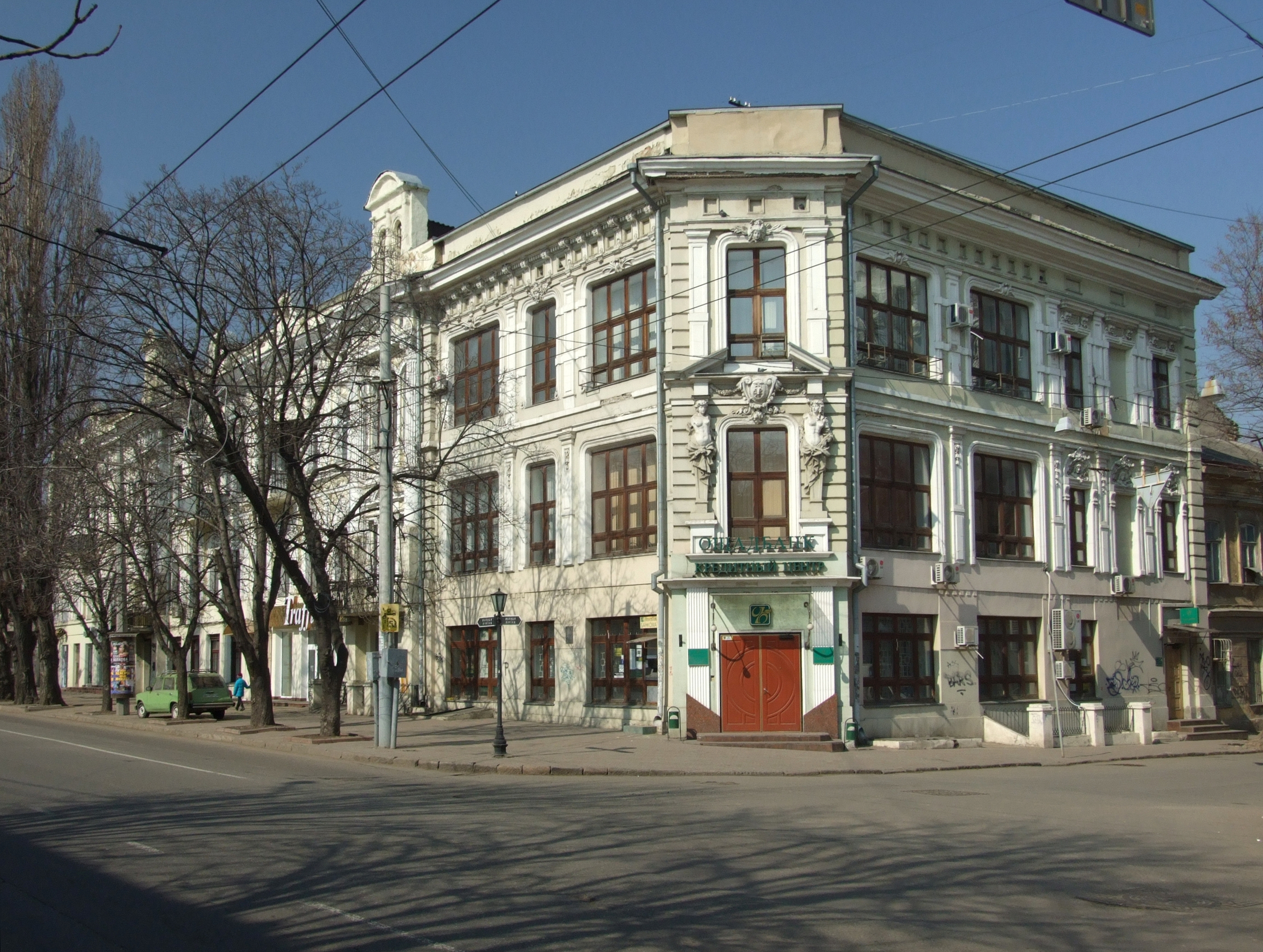
Будинок Ландесмана, кін. ХІХ ст.
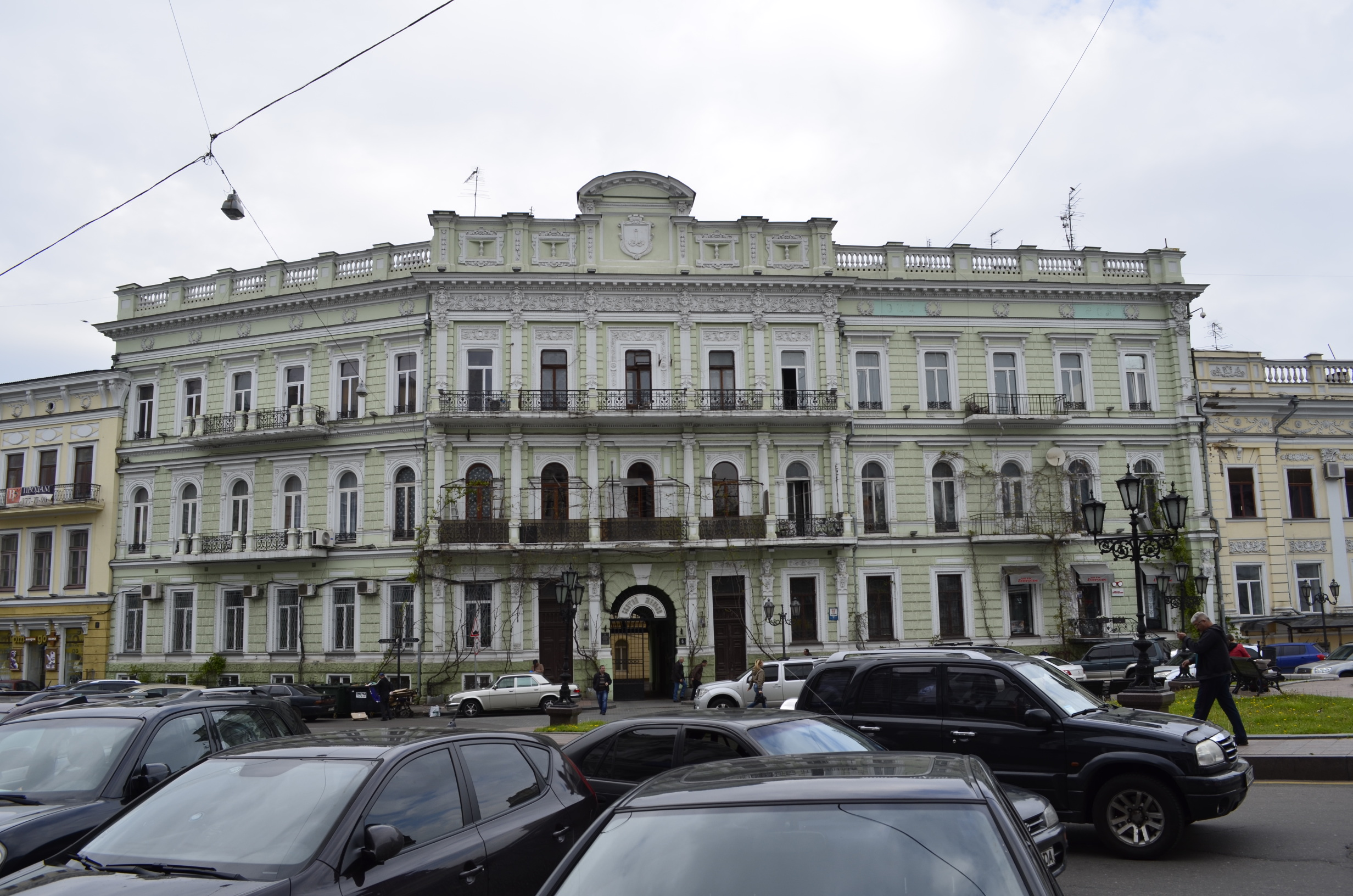
Будинок Жданової, 1901 – 1902
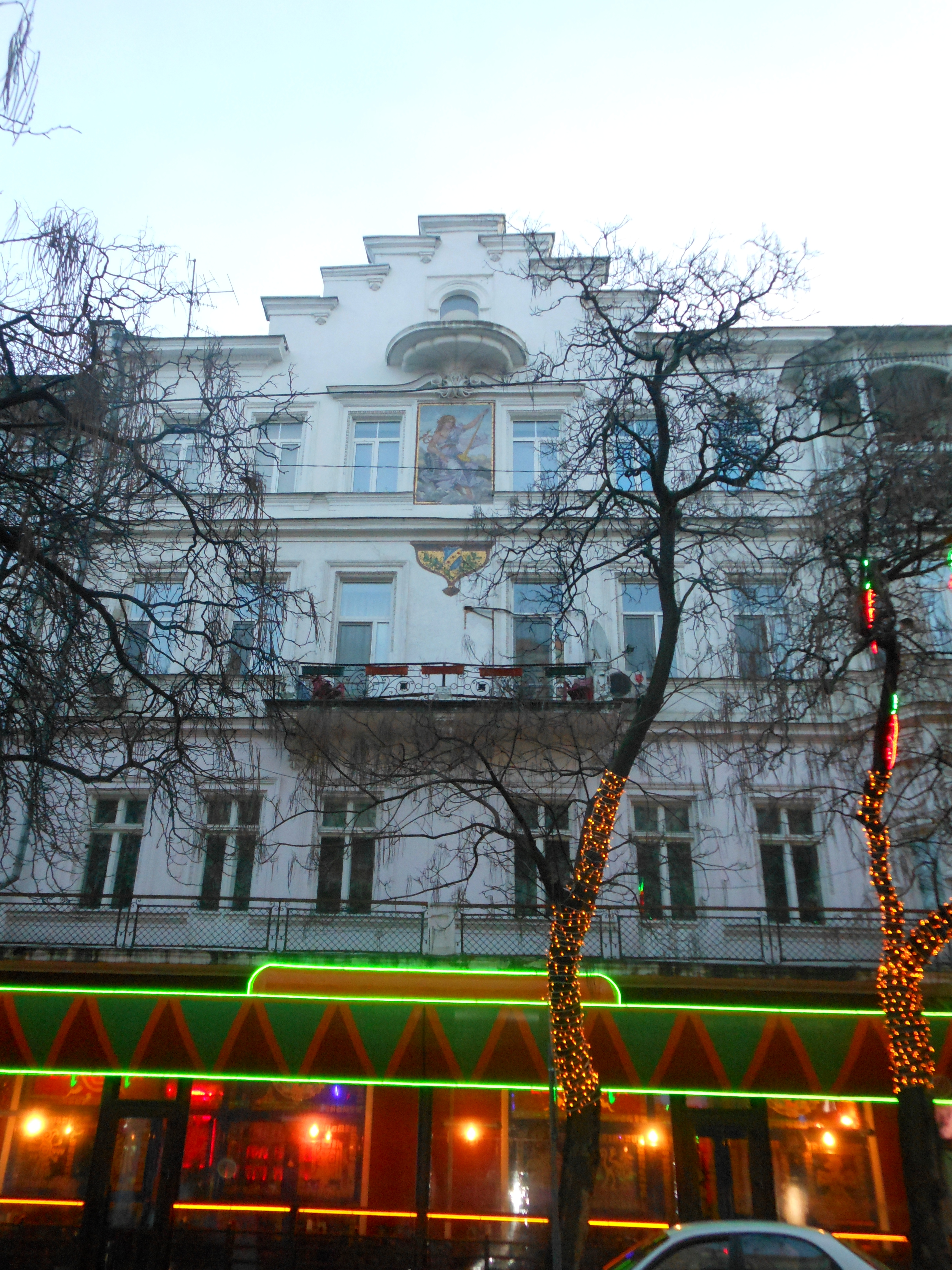
Будинок Брандт і Шульц, 1901 – 1903
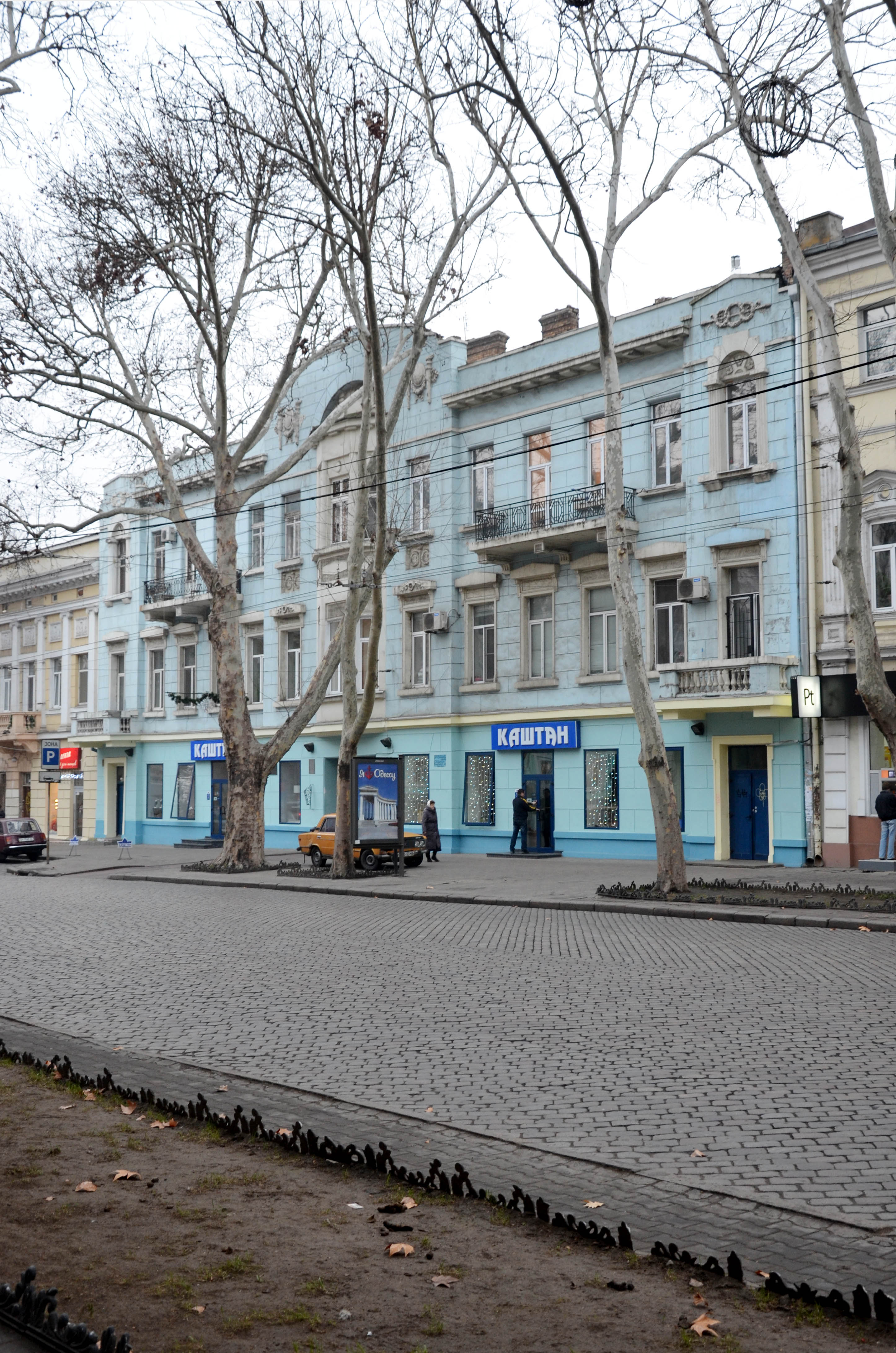
Будинок Шретера, реконструкція 1910 – 1911
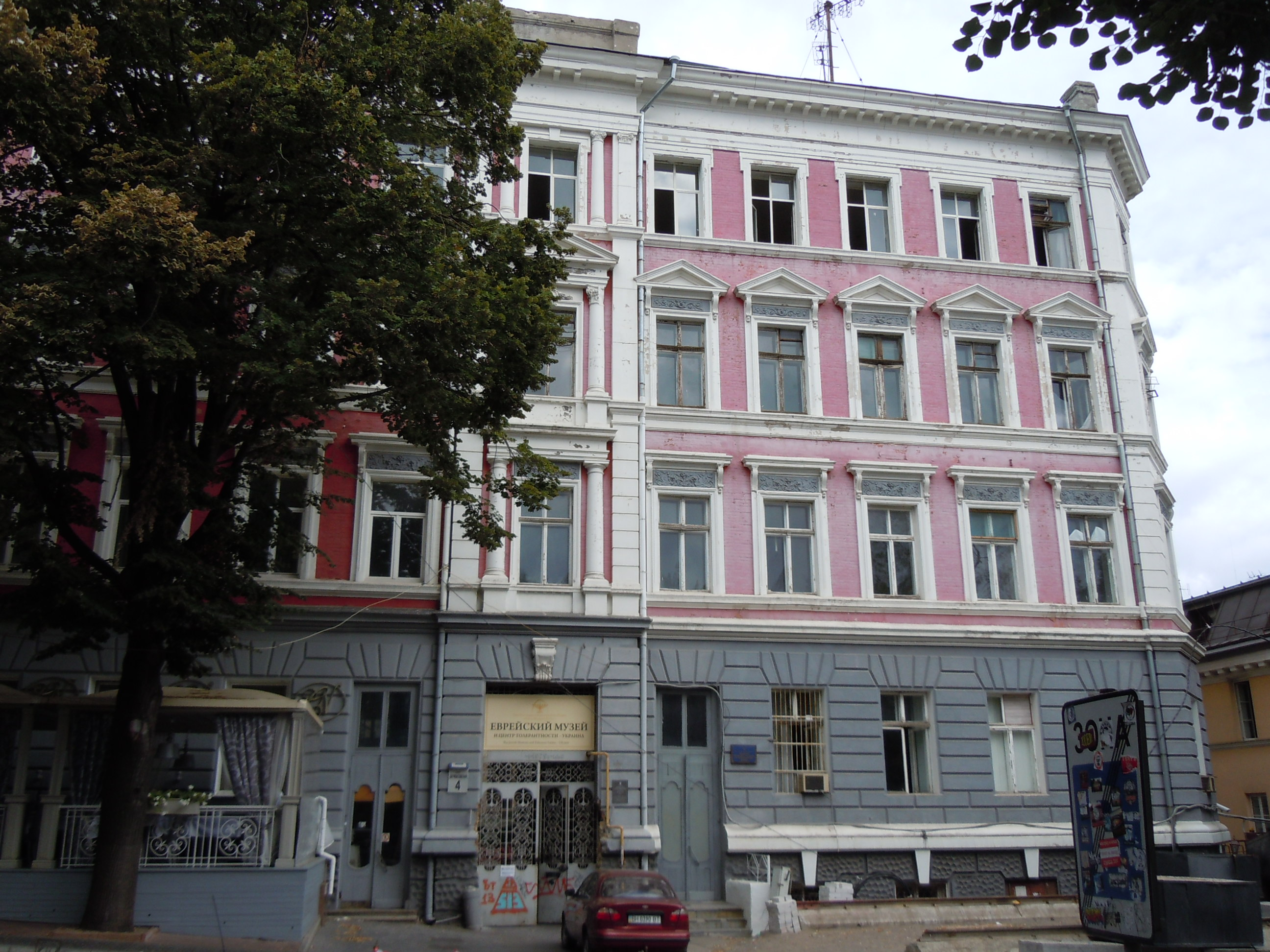
Будинок РТПтТ, реконструкція 1912